# Csillaghegy
Csillaghegy Budapest egyik városrésze a III. kerületben.

## Fekvése
Határai a Duna folyam a Pünkösdfürdő utcáig, Kalászi utca, Attila utca, Czetz János köz, Határ út, Pusztakúti út, Pusztakúti köz meghosszabbítása a Héthalom utcáig, Héthalom utca, névtelen közterület (22890/2 hrsz.), 22374/1 hrsz.-ú ingatlan keleti telekhatára Budapest közigazgatási határáig, Budapest közigazgatási határa, a 65163 hrsz.-ú ingatlanig, annak északkeleti telekhatárának meghosszabbítása, valamint nyugati határa, 65164 hrsz.-ú ingatlan nyugati, majd délnyugati telekhatára, Tamás utca, 64879, 64876/1, 64871/4, 64869/4 hrsz.-ú ingatlanok déli telekhatára, Hegyláb utca, Márton köz, Rókavár utca, névtelen közterület (65536 hrsz.), Dózsa György utca, Hollós Korvin Lajos utca, Madzsar József utca, Szent István utca, Ipartelep utca, Árpád utca és végül a Pünkösdfürdő utca a Duna folyamig. Csillaghegy térségében torkollik vissza a Szentendrei-Duna a folyam főágába.

## Története
Hidrogeológiai kutatások alapján a sík városrész helyén nagyjából hatezer évvel ezelőtt a Duna jobb parti mellékága folyt, amelynek ívét az utcahálózat mellett a nyugat felöli hegyek vízfolyásait összegyűjtő Csillaghegyi-árok medre és Mocsárosdűlő vízi élővilága őrzi. A középkorban itt állt Kissing nevű község a 16. században elnéptelenedett. A szomszédos Békásmegyer Római-part menti délkeleti részén, a Kissingpusztán a 19. század végén kialakult egy üdülőtelep, amelyet 1910-ben neveztek el Csillaghegynek.
A 238 méter magas Péter-hegy keleti lejtőjén üzemel Budapest egyik legrégebbi (1919 óta működő), több mint 90 000 négyzetméteres kiterjedésű strandfürdője, a Csillaghegyi Árpád Forrásfürdő és Székely Éva Uszoda.
A Fővárosi Közgyűlés 2012. december 12-én kelt városrészeket rendező határozatában a kerületrész határait Békásmegyer mentén kicsit átszabta.

## Közlekedése
Csillaghegy területén áthalad észak-déli irányban a meglehetősen nagy forgalmat lebonyolító 11-es főút, valamint több más olyan, ugyancsak többé-kevésbé észak-déli irányú főbb útvonal, amelyek Békásmegyert kötik össze a III. kerület délebbi városrészeivel, illetve délebbi budai kerületekkel; ezen főútvonalak legtöbbjén egy vagy több buszjárat is közlekedik, keresztezve Csillaghegyet. Ezek között az észak-déli irányú utak között a legfontosabb kelet-nyugati irányú kapcsolatot a Mátyás király utca képezi, ez Csillaghegy leginkább központi fekvésű utcája. A Mátyás király utca és a Szentendrei út (1115-ös út) kereszteződésénél található a városrészt ugyancsak észak-déli irányban átszelő H5-ös HÉV (szentendrei HÉV) Csillaghegy megállóhelye is. Más kötöttpályás közlekedési vonal nem érinti a városrészt.

## Csillaghegy az irodalomban
- Csillaghegy az egyik, érintőlegesen említett helyszíne Örkény István Néhány perc külpolitika című egyperces novellájának.

## Nevezetes emberek
- Itt született 1935-ben Török Ferenc öttusázó, olimpiai bajnok, ügyvéd, országgyűlési képviselő.
- Itt hunyt el 1909-ben Czambel Samu szlovák nyelvész, fordító, filológus.

## Képgaléria

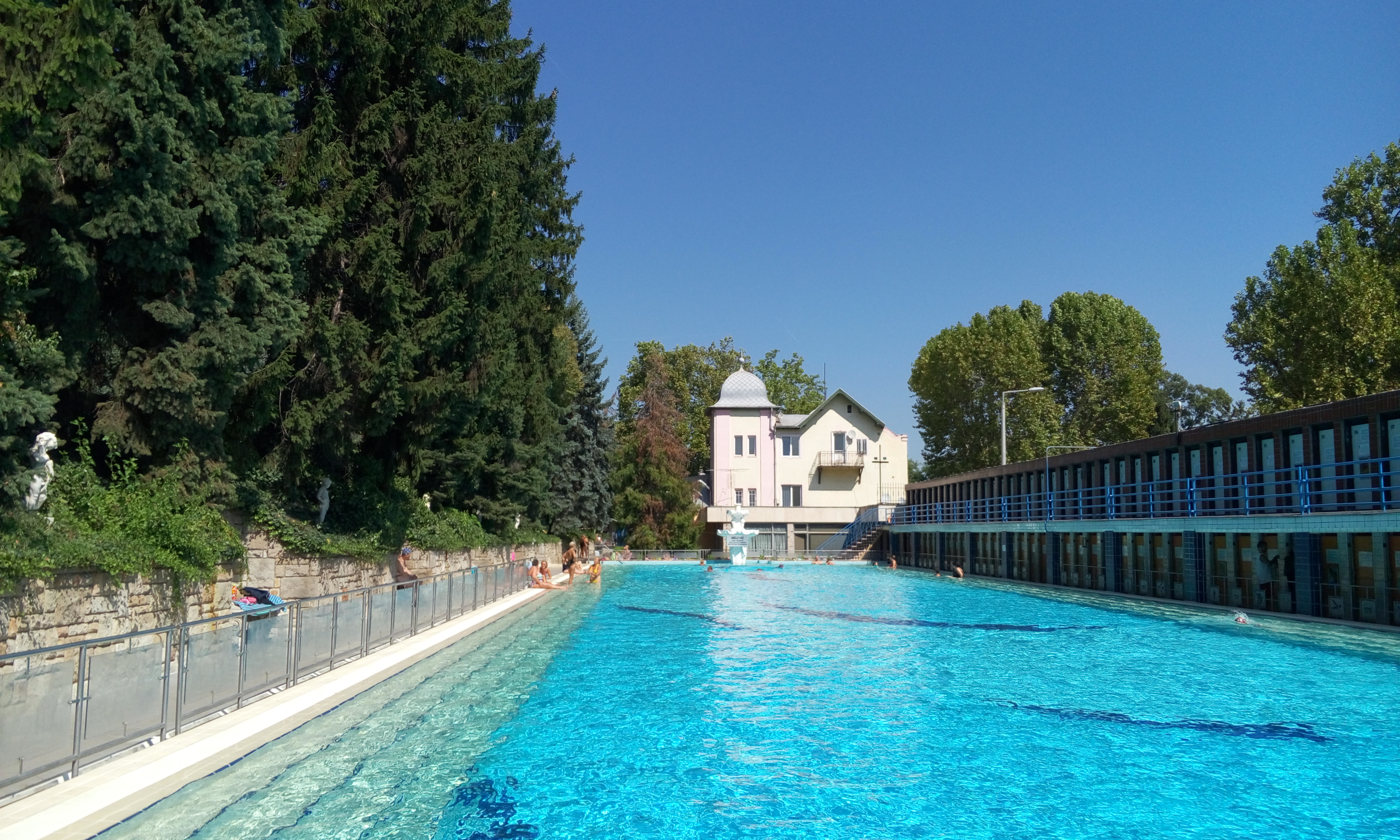
Csillaghegyi strand
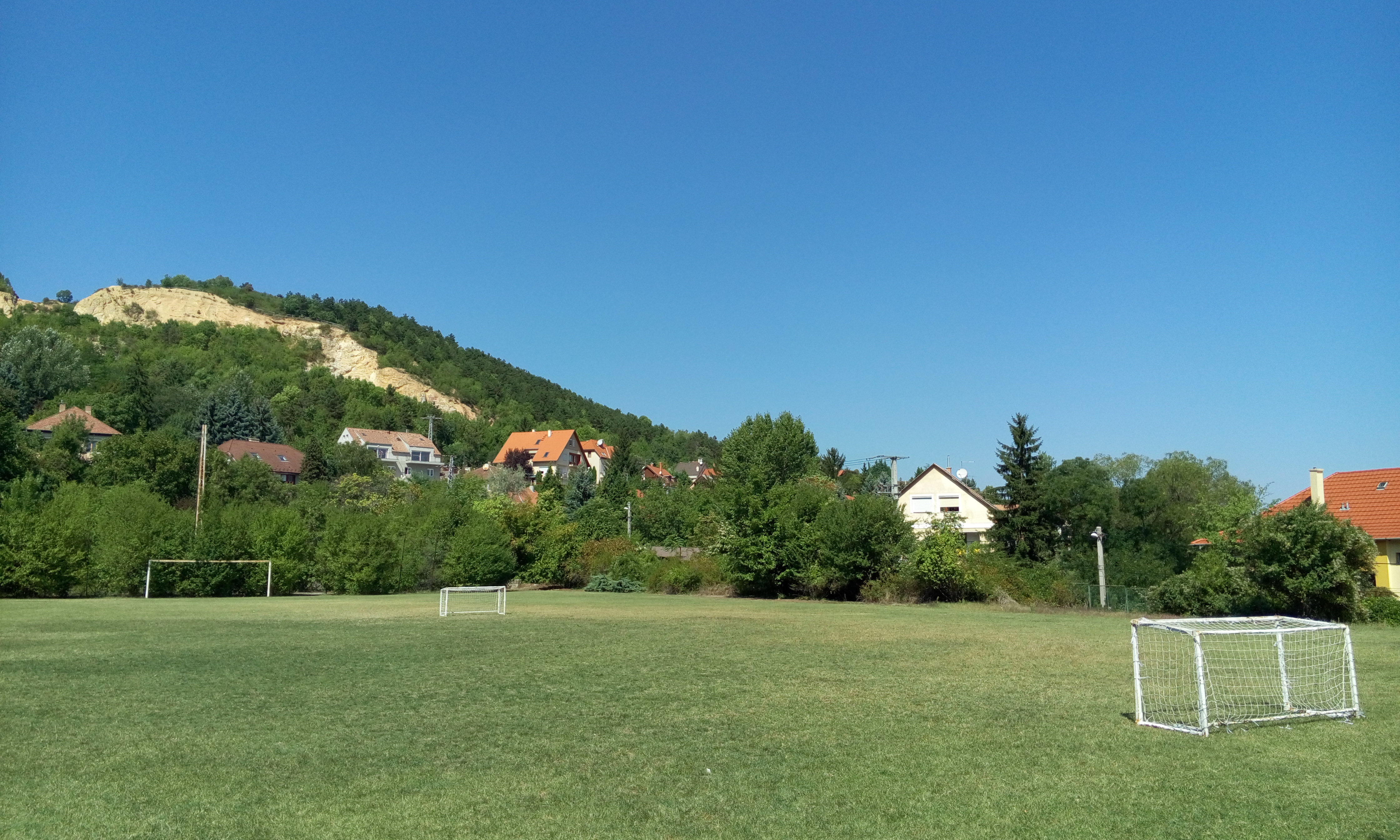
Csillaghegyi strand, focipálya
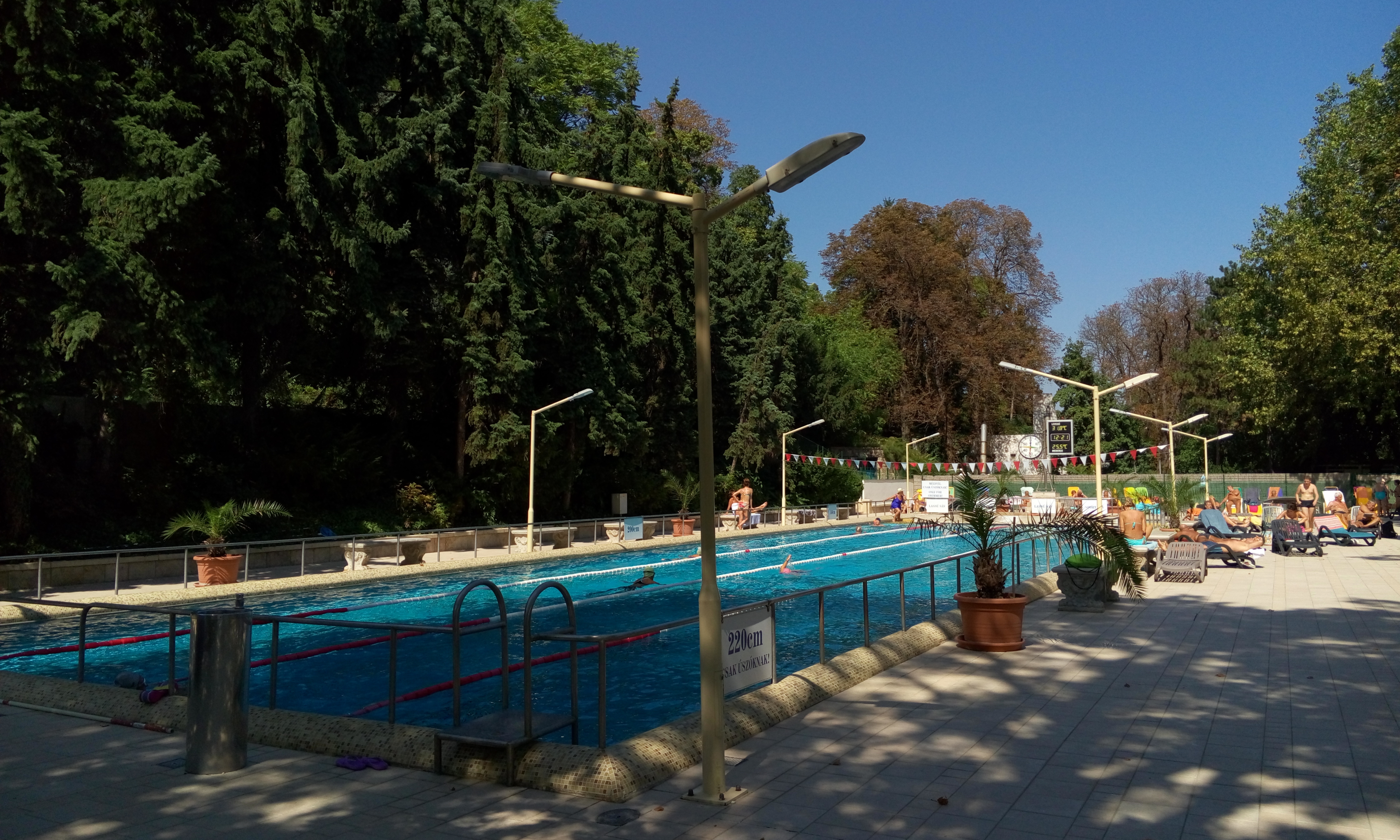
Csillaghegyi strand, úszómedence
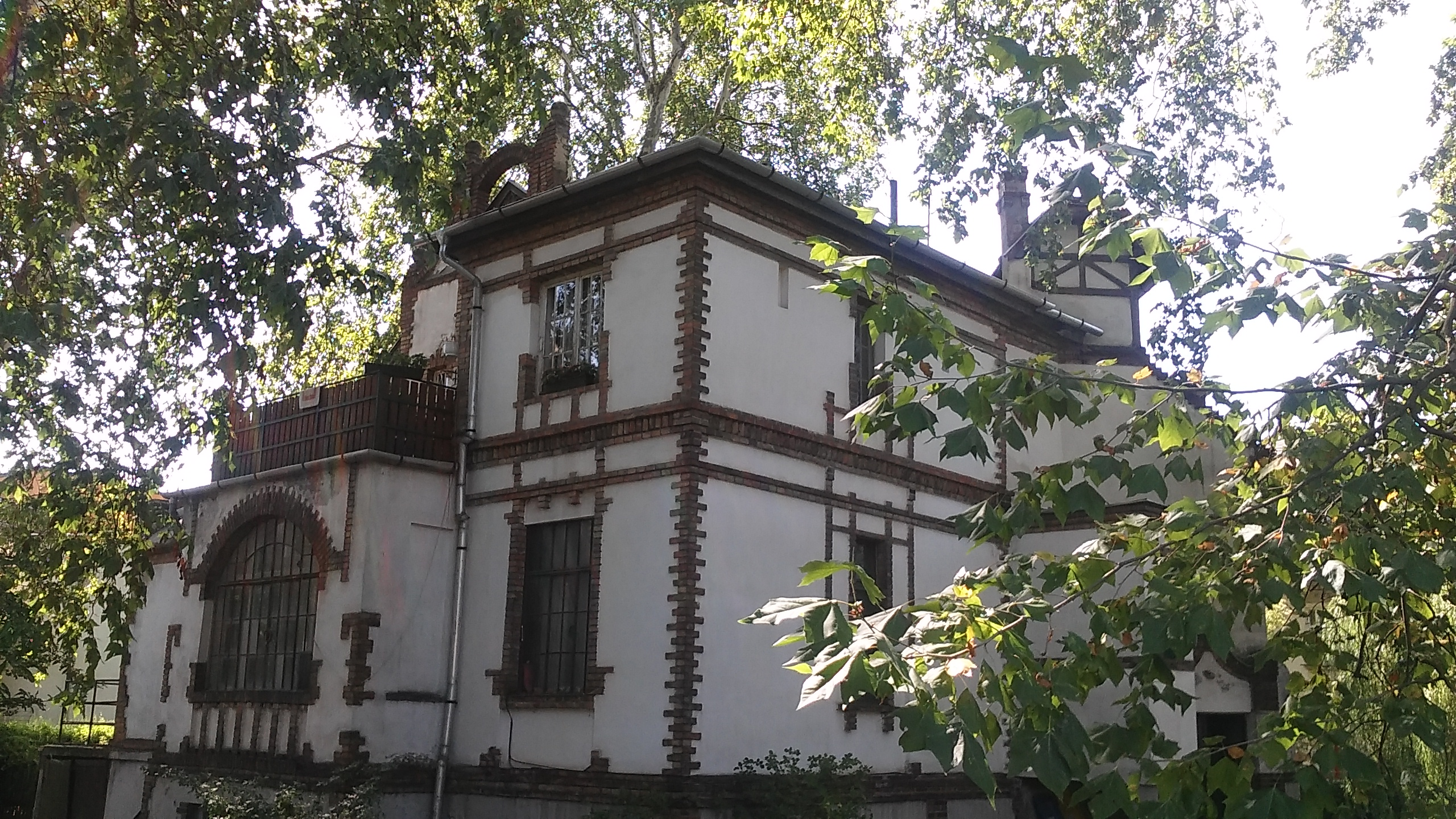
Régi polgárház Csillaghegyen, a strand közelében (Kázmér utca - Valéria utca sarok)
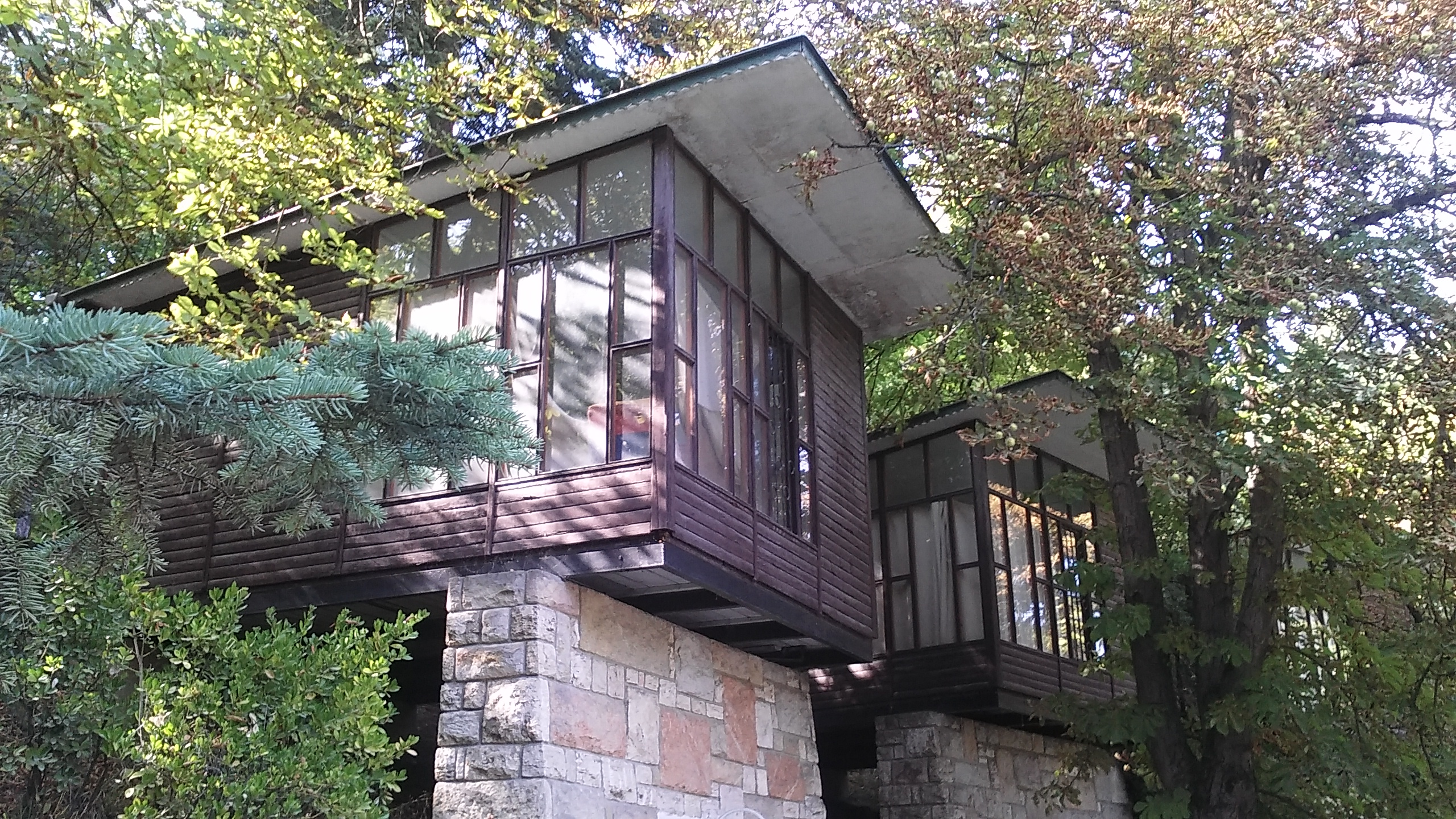
Építmények a Csillaghegyi Strand területén
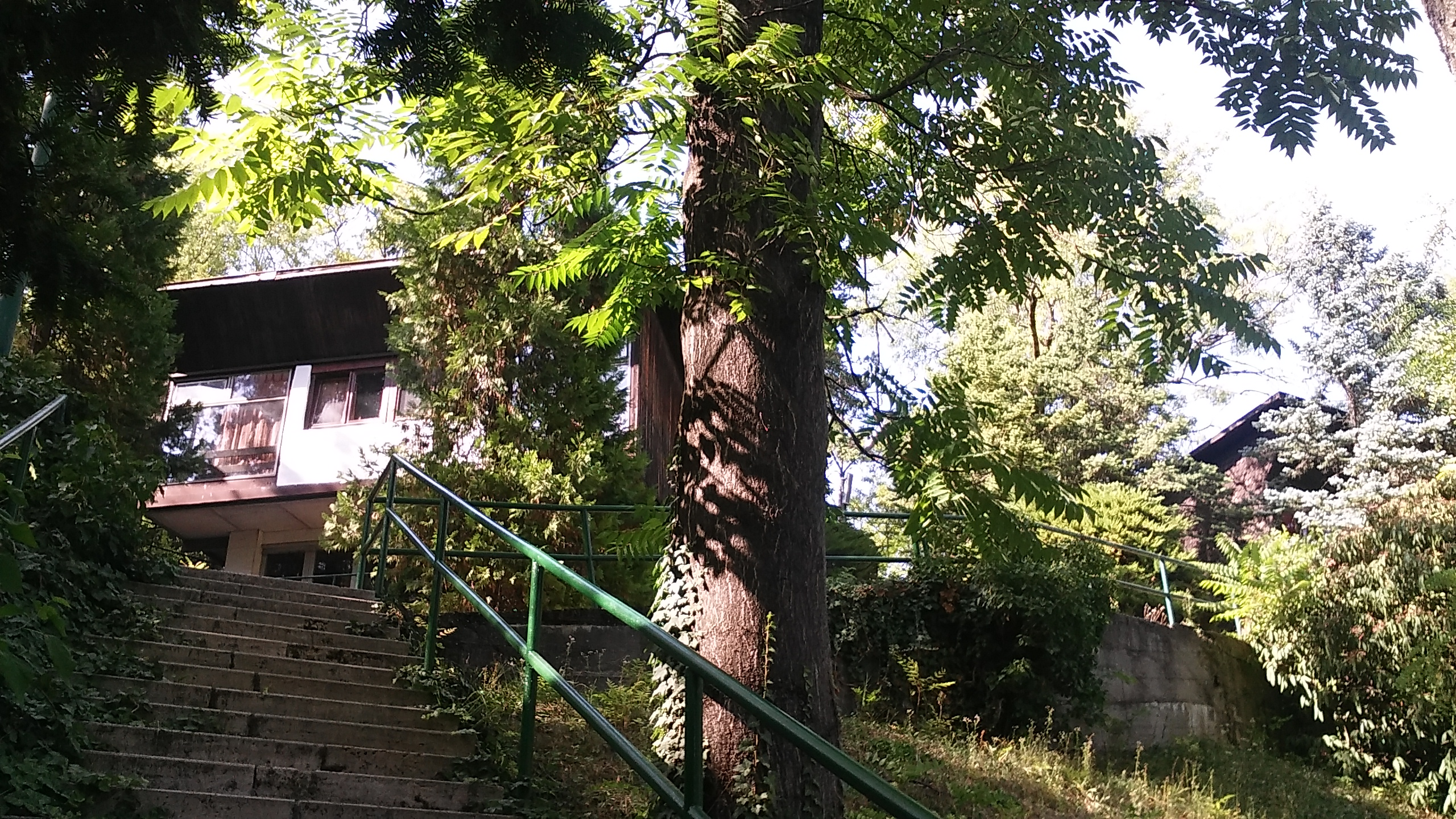
Egykori fürdőszálló a Csillaghegyi Strand területén